# Leiurus quinquestriatus
Espèce
Synonymes
- Androctonus quinquestriatus Ehrenberg, 1828
- Androctonus quinquestriatus aculeatus Ehrenberg, 1831
- Androctonus troilus C. L. Koch, 1839

Leiurus quinquestriatus ou Rôdeur mortel est une espèce de scorpions de la famille des Buthidae.

## Distribution
Cette espèce se rencontre en Égypte et au Soudan.

## Habitat
Cette espèce se rencontre dans les zones désertiques ou fruticées.

## Description

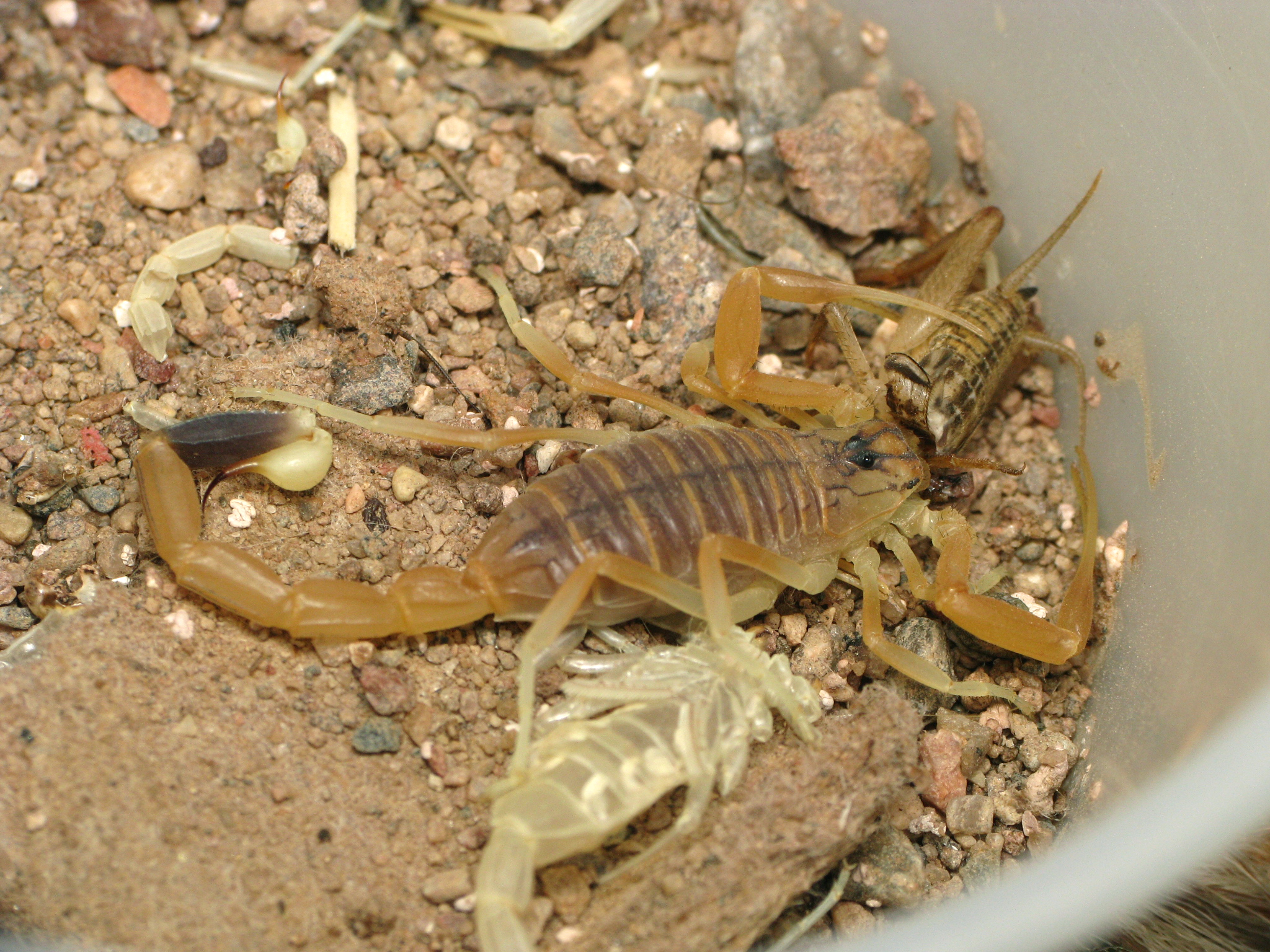
Leiurus quinquestriatus dévorant un criquet en captivité.

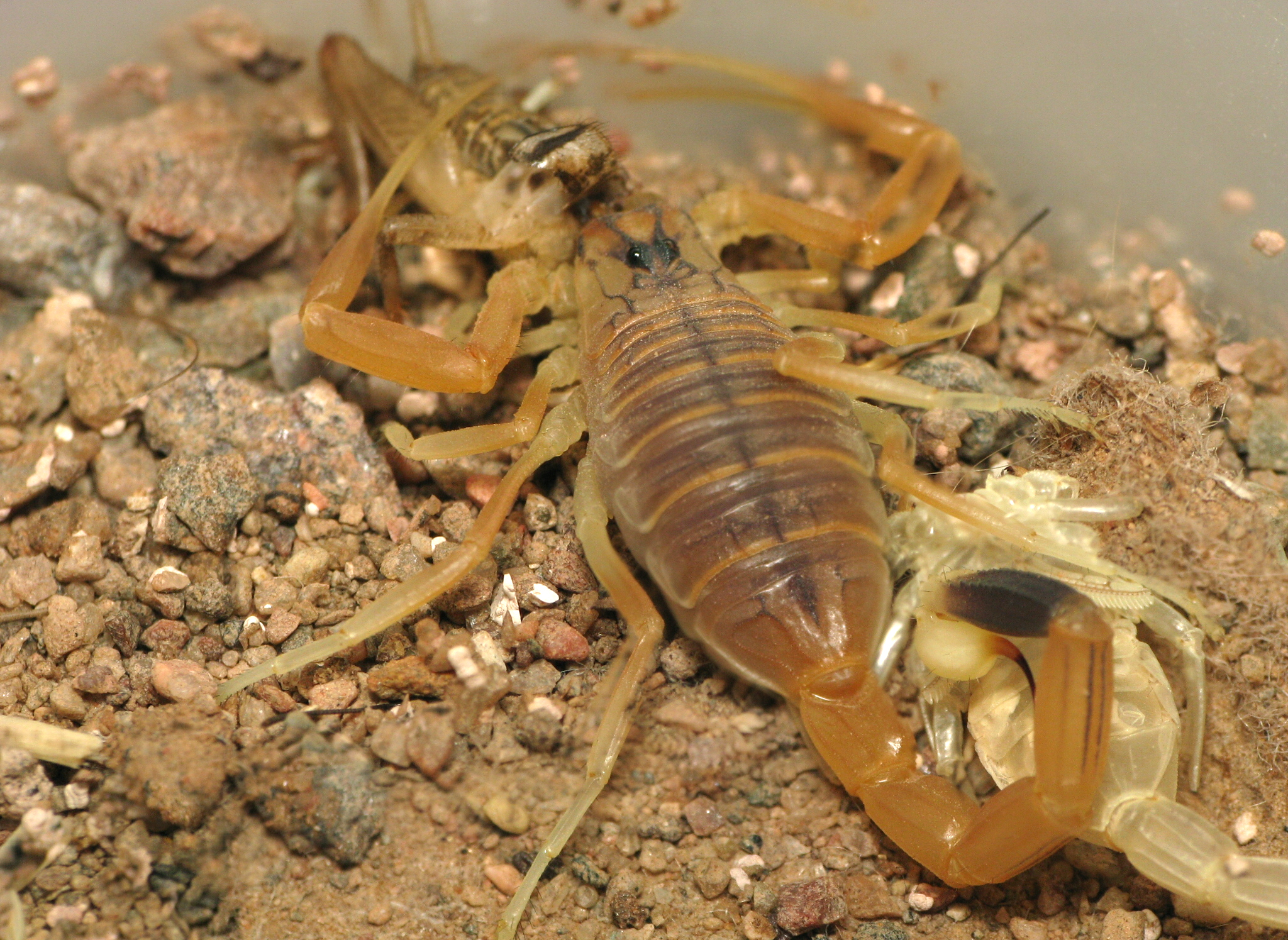
Leiurus quinquestriatus

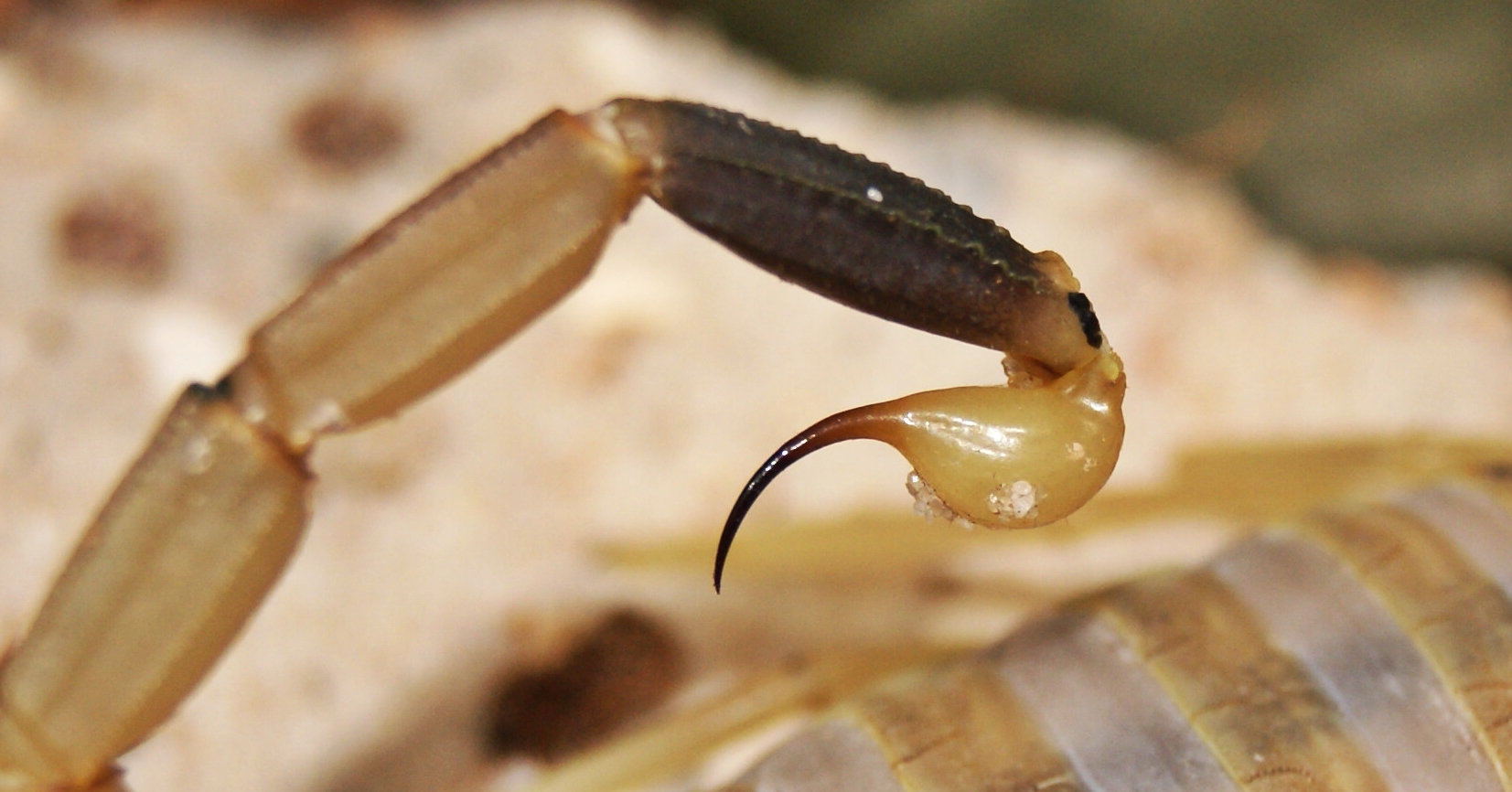
Leiurus quinquestriatus

Leiurus quinquestriatus mesure de 69 à 90 mm.
Il est de couleur jaune paille.

## Venin
C'est le scorpion au venin le plus toxique.
Il est considéré comme une espèce très dangereuse car son venin est un puissant mélange de neurotoxines, dont la charybdotoxine. Sa piqûre, bien qu'extrêmement douloureuse, n'est normalement pas mortelle pour un adulte en bonne santé. Cependant, les personnes jeunes ou âgées, les personnes présentant des troubles cardiaques ou les allergiques courent un plus grand risque. Il faut donc impérativement aller en cas de piqûre dans un lieu médicalisé.
Le venin de cette espèce a des applications médicales : il est à l'étude par des laboratoires pharmaceutiques. Une neurotoxine présente dans son venin se fixe sur des cellules cancéreuses du cerveau ou de la peau. Ainsi, en marquant celle-ci à l'aide d'un colorant, les médecins ont créé une « torche moléculaire » permettant de localiser les cellules cancéreuses en vue de leurs éliminations chirurgicales.

## Systématique et taxinomie
Cette espèce a été décrite sous le protonyme Androctonus quinquestriatus par Ehrenberg en 1829. Elle est placée dans le genre Buthus par L. Koch en 1875 puis dans le genre Leiurus par Vachon en 1949.
Leiurus quinquestriatus hebraeus a été élevée au rang d'espèce par Lowe, Yağmur et Kovařík en 2014.
Buthus quinquestriatus libycus, placée en synonymie par Vachon en 1949, a été relevée de synonymie par Yağmur, Kovařík et Fet en 2025.

## Publication originale
- Hemprich & Ehrenberg, 1828 : Zoologica II. Arachnoidea. Symbolae physicae seu icones et descriptiones animalium evertebratorum sepositis insectis quae ex itinere per Africam borealem et Asiam occidentalem. Berolini, Officina Academica, (texte intégral).